# Ruine Otterswang
Die Ruine Otterswang ist die Ruine einer Spornburg auf einem 635 m ü. NN hohen Bergsporn hoch über dem Schussental 900 Meter nordwestlich des Ortsteils Otterswang der Kurstadt Bad Schussenried im Landkreis Biberach in Baden-Württemberg.
Die als Burg ausgebildete Anlage wurde vermutlich von den Herren von Otterswang im 11. Jahrhundert erbaut, um 1083 erwähnt und war im 19. Jahrhundert verfallen. Ehemalige Besitzer waren die Herren von Gundelfingen, die Schenken von Winterstetten und die Herren von Emerkingen. Von der ehemaligen Burganlage sind noch Teile der Ringmauer, Fundamente des Turms und der Graben erhalten. Neben der Ruine befindet sich die „Burg3-Eventlocation“.